# Carex deflexa
Carex deflexa — багаторічна трав'яниста рослина родини осокові (Cyperaceae), поширений у Північній Америці.

## Опис
Кореневища від пурпурно-коричневих до червонувато-коричневих, 0–10 мм, стрункі. Стебла від зігнутих до розлогих, 5–31 см, гладкі або шершаві дистально. Листя блідо-зеленого кольору, від коротших до довших ніж стебла, 0.9–2.6(3.2) мм шириною, трав'янисті, голі знизу й шершаві зверху. Суцвіття як з маточковими, так з тичинковими колосками. Маточкові луски блідо-темно-червонувато-коричневі, 2–2.8 × 1–1.8 мм. Тичинкові луски яйцеподібні, 2.4–4 × 1–1.9 мм. Пиляки 1.2–2.5 мм. Сім'янки коричневі, обернено яйцеподібні, тупо трикутні в поперечному перерізі, 1.3–1.6 × 1–1.4 мм.

## Поширення
Північна Америка: Сен-П'єр і Мікелон, Канада, США, Ґренландія. Населяє вологі луки, болота, драговину.